# Aerokuzbass
Aerokuzbass sp. z o.o. (ros. Общество с ограниченной ответственностью  "АЭРОКУЗБАСС") – rosyjskie linie lotnicze z siedzibą w porcie lotniczym Spiczenkowo. 
Posiadana flota: jeden śmigłowiec Mi-8Т. 